# 高知県営渡船

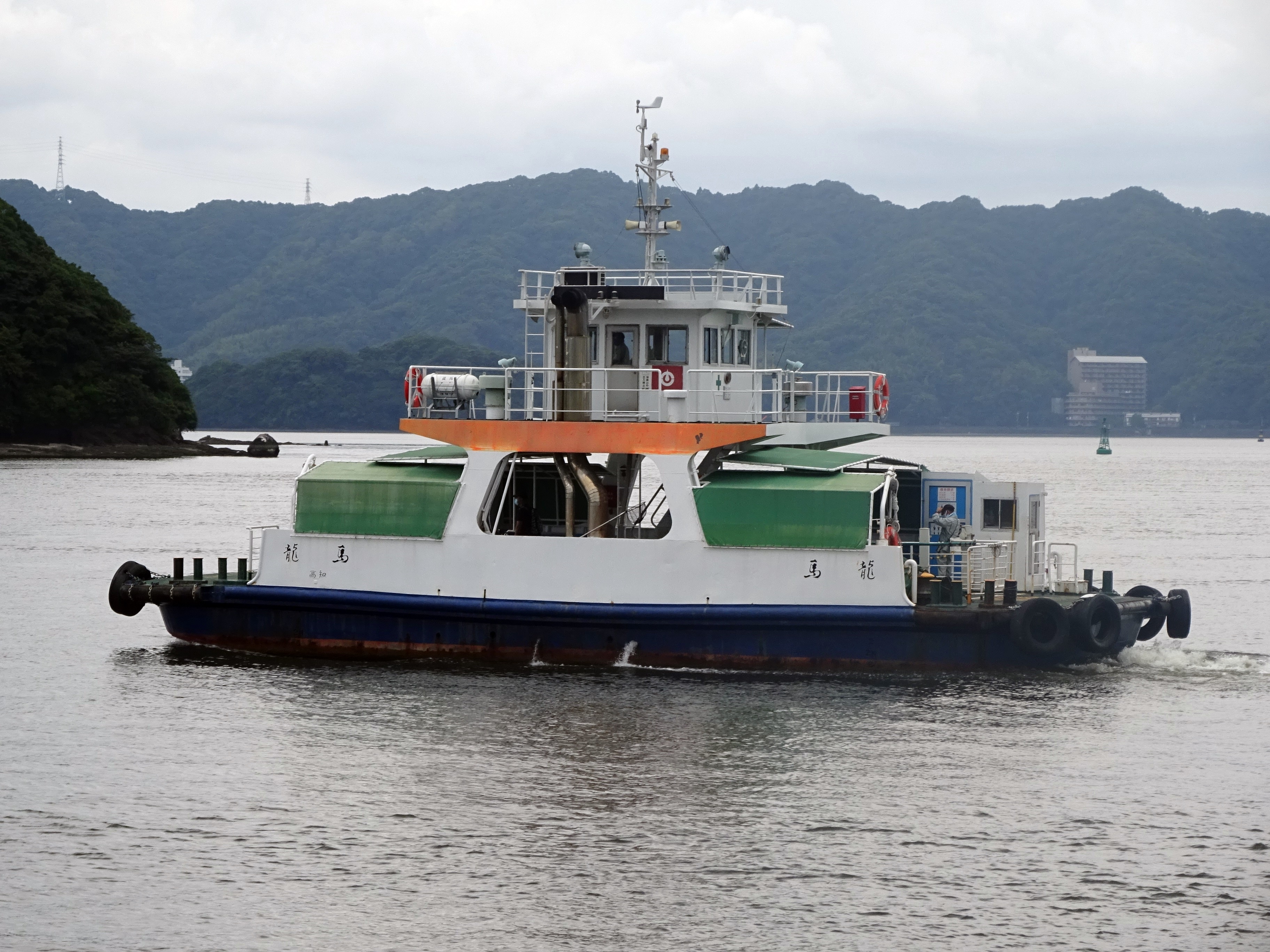
主力の龍馬

高知県営渡船（こうちけんえいとせん）は、高知県高知市の浦戸湾で隔てられた長浜地区の梶ヶ浦渡船場から三里地区の種崎渡船場までの約600メートルをおよそ5分で結ぶ県営（高知県高知土木事務所が民間に運航を委託）の渡し船である。

## 概要
長浜地区の梶ヶ浦渡船場を起点とし、三里地区の種崎渡船場を終点とする航路で、高知県道278号（弘岡下種崎線）の一部を構成し、無料で利用することができる。
当航路の正式な運航開始時期は不明であるが、明治初期には既に運航されていたことが確認されている。県営渡船としてその存在が明確化したのは、1949年（昭和24年）であり、1959年（昭和34年）4月に一般旅客定期航路事業の免許を受け、名実と共に県営渡船となった。
利用者の増加に伴い、木船からカーフェリー型の鋼船へと変化し、そのため一時期有料で運航されていた。償還が完了した、1977年（昭和52年）3月より再び無料化された。2002年（平成14年）7月までは、乗用車の航送も行っていた。
なお、運航は2004年（平成16年）4月から、特殊操船技術を持つ入交海運株式会社（高知市）に委託されている。
現在の主力船は「龍馬」。1991年（平成3年）6月就航。総トン数57トン。
乗船は、人・自転車・125cc以下の自動二輪車に限られている。航路は四国八十八ヶ所霊場の32番札所「禅師峰寺」から33番札所「雪蹊寺」へと向かうお遍路ともなっている。

## 運航データ
- 運休日：なし
- 平日：祝日20便、日曜日のみ19便
- 運航時間帯：6：30 - 20：10
- 定員：110名（龍馬）
- 利用料金：無料

## 乗船場へのアクセス
- 梶ヶ浦（長浜）乗船場：高知駅バスターミナルより、とさでん交通「桂浜」行きバスに乗車、「塩谷」下車、東に徒歩約8分。
- 種崎乗船場：はりまや橋より、とさでん交通｢種崎｣行きバスに乗車　｢種崎｣で下車。

- 県営渡船長浜待合所
- 県営渡船種崎待合所

## ギャラリー
- 津波対策のため乗下船時のみ開門されるゲート（種崎側）
- 「龍馬」の船内風景
- 船から見た梶ヶ浦乗船場の桟橋
- ゲートが開いた梶ヶ浦乗船場と浦戸大橋